# 静岡第二師範学校
静岡第二師範学校 （しずおかだいにしはんがっこう） は第二次世界大戦中の1943年 （昭和18年） に、静岡県に設置された師範学校である。
本項は、前身の静岡県浜松師範学校を含めて記述する。

## 概要
- 静岡県浜松師範学校 （1914年創立） の官立移管により設置され、男子部のみを置いた。
- 第二次世界大戦後の学制改革で新制静岡大学教育学部の母体の一つとなった。
- 同窓会は 「静岡大学教育学部同窓会」 と称し、旧制 （静岡第一師範・静岡第二師範・静岡青師）・新制合同の会である。

## 沿革

### 静岡県立期

#### 静岡県浜松師範学校
- 1914年3月： 浜松市名残町 （現・浜松市中央区布橋） に静岡県浜松師範学校設置認可。
  - 本科第一部 （4年制）・講習科を設置。
- 1915年4月： 授業開始。
- 1915年6月： 校舎完工、開校式を挙行。
- 1916年4月： 附属小学校を設置。
- 1923年4月： 講習科を廃止、本科第二部 （1年制、中学校卒対象） を設置。
- 1925年5月： 本科第一部を5年制に変更 （2年制高等小学校卒対象）。
- 1926年4月： 専攻科を設置 （1年制）。
- 1931年4月： 本科第二部を2年制に延長。

この頃、静岡県の財政上の問題から、浜松師範学校を廃止して静岡師範学校に統合し、女子師範学校を浜松に移転する計画が持ち上がった。女子師範の移転問題は1933年には立ち消えとなったが、浜松師範の廃止問題は1936年3月まで残った （兵庫・熊本など、複数の県でこの時期に第二男子師範を廃止している）。
- 1939年4月： 本科第二部に特別学級 「大陸科」 を設置。

### 官立期

#### 静岡第二師範学校
- 1943年4月1日： 静岡県浜松師範学校を国に移管し、官立静岡第二師範学校設置。
  - 男子部のみで、本科 （3年制。中等学校卒対象）・予科 （3年制。高等小学校卒対象） を設置。
- 1943年11月： 寄宿舎2棟焼失。
- 1945年7月： 米海軍の艦砲射撃により校舎・雨天体操場など破損。
- 1948年1月： 校舎復旧。
- 1948年2月： 本館全焼。
- 1949年5月31日： 新制静岡大学発足。
  - 静岡第二師範学校は静岡第一師範学校・静岡青年師範学校と共に教育学部の母体として包括された。
  - 旧第二師範校地には教育学部浜松分校 （1965年3月廃止）が設置された。
- 1951年3月： 静岡大学静岡第二師範学校 （旧制）、廃止。

## 歴代校長
静岡県浜松師範学校
- 内堀維文：1914年12月 - 1915年3月）
  - 静岡県静岡師範学校校長と兼務
- 福士末之助：1915年3月8日 - 1916年3月22日
- 津久井徳次郎：1916年3月22日 - 1921年1月
- 佐々木松蔵：1921年1月 - 1931年3月
- 長谷川藤太郎：1931年3月 - 1935年3月
- 板倉操平：1935年3月 - 1936年6月
  - 旅順師範学校初代校長
- 小野貞助：1936年6月 - 1939年8月
- 栗村虎雄：1939年8月 - 1943年3月

官立静岡第二師範学校
- 木暮安水：1943年4月1日[1] - 1944年9月
- 池田晋吾：1944年9月 - 1945年11月24日[2]
- 武政房吉：1945年11月24日[2] - 1949年5月

## 校地の変遷と継承
前身の静岡県浜松師範学校から引き継いだ浜松市名残町 （現・中央区布橋） の校地を廃止まで使用した。浜松校地は後身の新制静岡大学教育学部に継承され、浜松分校として1965年3月まで使用された。現在も、静岡大学教育学部附属浜松小学校・同中学校が中央区布橋に存在する。また、浜松学院大学布橋キャンパスの部分（元・静岡県立大学短期大学部浜松キャンパス）も師範学校の校地跡である。

## 関連書籍
- 静岡大学教育学部同窓会（編）　『静岡大学教育学部同窓会記念誌』　静岡大学教育学部同窓会、1965年12月。